# Уютная игра
Уютная игра (с англ. — «cozy game») — жанр видеоигры, характеризующийся рядом определённых признаков. Главным образом это простая и яркая визуальная эстетика, придающая чувство уюта. Часто это симуляторы, включающие такие действия, как сбор или выращивание растений, уход за чем-либо, например животными, заботу о других персонажах, возможность обустраивать помещения. У уютных игр нет строго линейного прохождения и концовки, часто это виртуальные песочницы, поощряющие творческое самовыражение. Уютные игры так же как правило отражают идеи ненасилия. 
Хотя игры, частично попадающие под определение «уютных», выпускались и в раннюю историю развития игровой индустрии, например Little Computer People (1985) или The Sims (2000), сам термин стал популярным на фоне успешного выпуска игры Animal Crossing: New Horizons в 2020 году и массового выпуска её клонов или игр с похожей эстетикой, которые начали обозначать как уютные игры.

## Основные характеристики жанра
По мнению Колина Кэмпбелла с сайта GamesIndustry, под определение уютных попадают игры, в которых присутствует фермерство, сбор ресурсов и возможность ухаживать за кем или чем либо. Также игровой персонаж может выполнять задания и помогать кому-либо, избегая любых форм насилия. Ключевой особенностью уютной игры является творческое самовыражение, цели в игре остаются открытыми в противовес таким традиционным жанрам, как шутеры или пошаговые стратегии. Важную роль в уютной игре играет не достижение цели, а сам игровой опыт и личные ощущения.
Карли Велоччи с сайта CNN заметил, что уютная игра сама по себе довольно обширный жанр, пересекающийся со множеством других жанров, от симулятора фермы до градостроительства. Но все эти игры объединены особой философией и визуальной эстетикой, трудной в обобщении. Аналогично Лорин Стрэмп с сайта Wired в попытке описать жанр заметила, что прежде всего он «призван передать чувство теплоты, уюта и покоя». Отсутствие чётких критериев жанра становятся причиной для споров, какие игры можно считать «уютными», а какие — нет.
Кэмпбелл заметил, что в играх, охарактеризованных, как уютные — часто присутствуют антропоморфные животные или люди, похожие на детей. Играющие отрицательную роль персонажи выполняют комичную роль. Джесс Ратленд с сайта Game Developer предложила следующие критерии для уютной игры — не слишком обременяющий игровой процесс, яркие цвета и расслабляющая музыка. Кэмпбелл заметил, что уютные игры могут выходить за рамки игрового процесса «собирай и выращивай», в качестве примера упоминая A Short Hike 2019 года выпуска. Ратленд заметил, что уютные игры можно назвать самым доступным жанром для не-игроков, их легче разрабатывать независимым разработчикам.
Редакция PC Gamer составила основные характеристики геймплея уютных игр:
- Расписание — возможность совершать рутинные задачи в каждый игровой цикл. Например пойти спать или посетить внутриигровой магазин.
- Выращивание — возможность сажать и выращивать что-то — как правило это растения или животные
- Сбор — возможность искать и собирать лежащие на земле предметы и ресурсы. Игра не воспринимает это, как кражу.
- Дружба — возможность общаться и формировать дружественные связи с NPC, дарить им подарки. Опционально может присутствовать возможность заводить романтические отношения.
- Сражение — необязательно может встречаться в уютной игре, позволяет например добывать ценные ресурсы.

## История
По мнению ряда разработчиков и журналистов, первыми играми, в той или иной степени попадающими под определение уютных игр, были, например, Little Computer People (1985), «Тамагочи» (1996), Harvest Moon (1996), The Sims (2000), Animal Crossing (2001) и Boku no Natsuyasumi (2000), Viva Piñata (2006), Cooking Mama и другие игры, чаще всего симуляторы. Первая Animal Crossing 2001 года из вышеперечисленных игр ближе всего приблизилась к концепции уютной игры, предлагая украшать дом, общаться с антропоморфными животными и принимать участие в мероприятиях. Другой важной вехой в истории уютных игр стал выход The Sims в 2000 году. Хотя игра сама по себе не попадает под определение «уютной», но доказала, что у игры, завязанной на строительстве и наблюдении за повседневной жизнью виртуальных персонажей, может быть своя крупная игровая аудитория.
Предтечей к популяризации уютных игр стал успешный выход игры Stardew Valley в 2016 году, где основной акцент делался на фермерстве, добыче полезных ископаемых, рыбалке и построении дружеских отношений с горожанами. Популяризации жанра способствовал выход приставки Nintendo Switch, на которой выходила большая часть уютных игр. Ещё в 2018 году редакция Vice заметила, что эстетика «уюта» в играх может превратиться в один из главных трендов в игровом дизайне последних лет, так как она предлагает чувство эскапизма и привлекательна для игроков, любящих игровой процесс, не ориентированный на действия. Ещё до выхода New Horizons в Steam были доступны десятки игр, помеченных как «уютные».
Выпуск Animal Crossing: New Horizons от Nintendo во время пандемии COVID-19 запустил тренд на уютные игры. Пандемию принято считать точкой водораздела до и после, когда уютные игры из нишевого жанра превратились в один из главных трендов в игровой индустрии. Александр Строков, один из основателей Alblune, создавший игру The Spirit and the Mouse, заметил, что уютные игры нужны впавшим в депрессию людям, позволяя им расслабиться. Хотя игры и в прошлом также помогали расслабляться, сама идея «уютной» игры была в прошлом менее востребованной. Несмотря на популярность уютных игр, по состоянию на 2024 год индустрия AAA-игр продолжала игнорировать их существование, предпочитая держаться за старые игровые жанры.
Мэтью Тейлор, основатель бренда и онлайн-сообщества Wholesome Games заметил, что в прошлом всегда существовали фанаты игр, подобных Animal Crossing или Stardew Valley, но в прошлом игровая индустрия ими пренебрегала, пока «уютные игры» не стали объединяющим термином для тайтлов, подобным AC и Stardew, чтобы выпускать игры, ориентированные на эту аудиторию. Важную роль в популяризации жанра сыграли социальные сети, вроде TikTok.

## Влияние
Вместе с началом пандемии COVID-19 поклонники уютных игр начали формировать в интернете собственное интернет-сообщество, параллельное геймерскому сообществу.
Популяризация уютных игр оказала и на популяризацию уютной эстетики, вдохновленной играми в социальных сетях. В социальных сетях стало популярно демонстрировать под хештегом #CozyDeskSetup комнаты и рабочие столы с компьютерами, украшенные пастельными, приглушёнными тонами, мягкими игрушками и мерчандайзом популярных уютных игр.
Игры, попадающие под определение уютных, продаются на специализированных сайтах, организованных компаниями Puma и Build-A-Bear.